# بوفا
بوفاهي بلدة تقع في مقاطعة ريدجو كالابريا في إيطاليا . على بعد 120 كم عن كاتنزارو في الجنوب الغربي و عن 25 كم جنوب شرق عن ريدجو كالابريا .

## التاريخ
في الحرب العالمية الثانية تعرضت للقصف الشديد في المدينة من قبل الحلفاء في عام 1943.
في القرن 16 وردت في إقليم بوفا أبراج المراقبة الساحلية عديدة من أجل القتال ضد الأفريقية .

## وصلات خارجية
- Official website الموقع الرسمي